# Rivière à la Pipe
Pour les articles homonymes, voir Pipe (homonymie).
Ne doit pas être confondu avec Rivière la Pipe.
La rivière à la Pipe est un affluent du lac Saint-Jean, coulant sur la rive Nord-Ouest du fleuve Saint-Laurent, dans les municipalités de Saint-Henri-de-Taillon, dans la municipalité régionale de comté (MRC) de Lac-Saint-Jean-Est, dans la région administrative de Saguenay-Lac-Saint-Jean, dans la Province de Québec, au Canada. Ce cours d’eau traverse le canton de Taillon.
Le bassin versant de la rivière à la Pipe est surtout desservi par le chemin du 3e rang, la rue de la Marina et la route 169,,.
L’agriculture constitue la principale activité économique du bassin versant ; les activités récréotouristiques, en second. La véloroute des Bleuets comporte un pont piétonnier et cyclable près de la route 169 (côté Sud).
La surface de la rivière à la Pipe est habituellement gelée de la fin novembre au début avril, toutefois la circulation sécuritaire sur la glace se fait généralement de la mi-décembre à la fin mars.

## Géographie
Les principaux bassins versants voisins de la rivière à la Pipe sont :
- Côté Nord : rivière Taillon, ruisseau Honfleur, rivière Péribonka, rivière Alex, rivière Saint-Ludger, ruisseau Adric, ruisseau Morel, ruisseau Jaune ;
- Côté Est : rivière aux Harts, ruisseau Tremblay, ruisseau Rouge, rivière Mistouk, le Petit Mistouk, lac Labrecque, rivière aux Sables ;
- Côté Sud : lac Saint-Jean, la Grande Décharge, rivière Saguenay ;
- Côté Ouest : rivière Taillon, Petite rivière Péribonka, rivière Péribonka, rivière Mistassini, lac Saint-Jean[2].

La rivière à la Pipe prend sa source d’un ruisseau agricole dans la municipalité de Saint-Henri-de-Taillon, à 2,9 km du côté Nord-Est de la route 169. Cette source est située à :
- 3,3 km au Nord-Est du centre du village de Saint-Henri-de-Taillon ;
- 8,0 km au Sud-Est du centre du village de Sainte-Monique ;
- 3,3 km) au Nord-Est de l’embouchure de la rivière à la Pipe ;
- 8,2 km au Nord-Ouest de l’embouchure du lac Saint-Jean (confluence avec la rivière Saguenay)[2],[5].

À partir de sa source, la rivière à la Pipe coule sur 4,4 km, surtout en zones agricoles, selon les segments suivants :
- 1,5 km vers le Sud, jusqu’à la route du 3e rang ;
- 2,1 km vers le Sud-Ouest jusqu’à la route 169 ;
- 0,8 km vers le Sud-Ouest, jusqu’à l’embouchure de la rivière[2].

La rivière à la Pipe se déverse sur la rive Nord du lac Saint-Jean (soit sur la rive Nord-Est d’une baie s’étirant sur 0,6 km vers le Nord-Ouest) en traversant un grès jusqu’à 0,3 km lorsque le niveau de l’eau est bas. Cette embouchure est située à :
- 6,0 km au Nord-Ouest de l’embouchure du lac Saint-Jean (confluence avec la Grande Décharge) ;
- 0,7 km au Sud-Est du centre du village de Saint-Henri-de-Taillon ;
- 17,3 km au Nord-Ouest du centre-ville d’Alma ;
- 23,6 km à l’Est de l’embouchure de la rivière Péribonka ;
- 60,6 km à l’Ouest du centre-ville de Saguenay[2].

## Toponymie
Le toponyme de « rivière à la Pipe » a été officialisé le 9 septembre 1984 à la Banque des noms de lieux de la Commission de toponymie du Québec.